# Alexis Nicolas Noël
Alexis Nicolas Noël, född den 2 september 1792  i Clichy-la-Garenne, död 1871, var en fransk målare och litograf. Han var sonson till Alexandre Jean Noël.
Noël utbildade sig i Paris under David samt målade i olja och vattenfärg, men torde vara mest bekant genom sitt litografiska verk Voyage pittoresque et militaire en France et en Allemagne, dessiné d'après nature (1818). 